# ألفرد ريد
ألفرد ريد (بالإنجليزية: Alfred Reid)‏ هو سياسي أسترالي، ولد في 1867، وتوفي في 5 أغسطس 1945. انتخب عضو الجمعية التشريعية نيو ساوث ويلز.